# Джафна (лагуна)
Лагуна Джафна — водный объект, который находится у юго-западного берега полуострова Джафна (Шри-Ланка), отделяя его от основной части острова Шри-Ланка. Мелководная заиленная лагуна приливного характера, соединяемая с Полкским проливом. До постройки дамбы Элефант-Пасс соединялась с лагуной Чундиккулам.
Площадь лагуны — 400 км².
Лагуна была создана одновременным затоплением речной долины и созданием барьерных мысов. Имеется большое количество островов. При отливе в восточной части обнажается порядка 20 км² илистого дна.
На северном густонаселённом берегу лагуны расположены пальмировые пальмы, кокосовые плантации, рисовые поля, многочисленные рыбацкие деревни, есть разрабатываемые солевые отложения.
Дно лагуны покрыто массивным слоем ила. Произрастает морская трава и мангры. Мангровые заросли особенно густы на юго-востоке. Водоём играет важную роль для перелётных американских фламинго, уток, чаек, крачек и куликов.
Лагуна принадлежит государству, прилегающая территория — смешанное хозяйствование.
На берегу лагуны расположены города Джафна, Нанимадам, Наваткули, Ариалай, Чавакаччери, Арукувели, Тананкилаппу, Килали, Танмаккени, Урваниканпатту, Тампирай.